# Elatostema vitiense
Elatostema vitiense är en nässelväxtart som först beskrevs av Asa Gray och Hugh Algernon Weddell, och fick sitt nu gällande namn av Albert Charles Smith. Elatostema vitiense ingår i släktet Elatostema och familjen nässelväxter. Inga underarter finns listade i Catalogue of Life.